# Lukaskirche (Planitz)

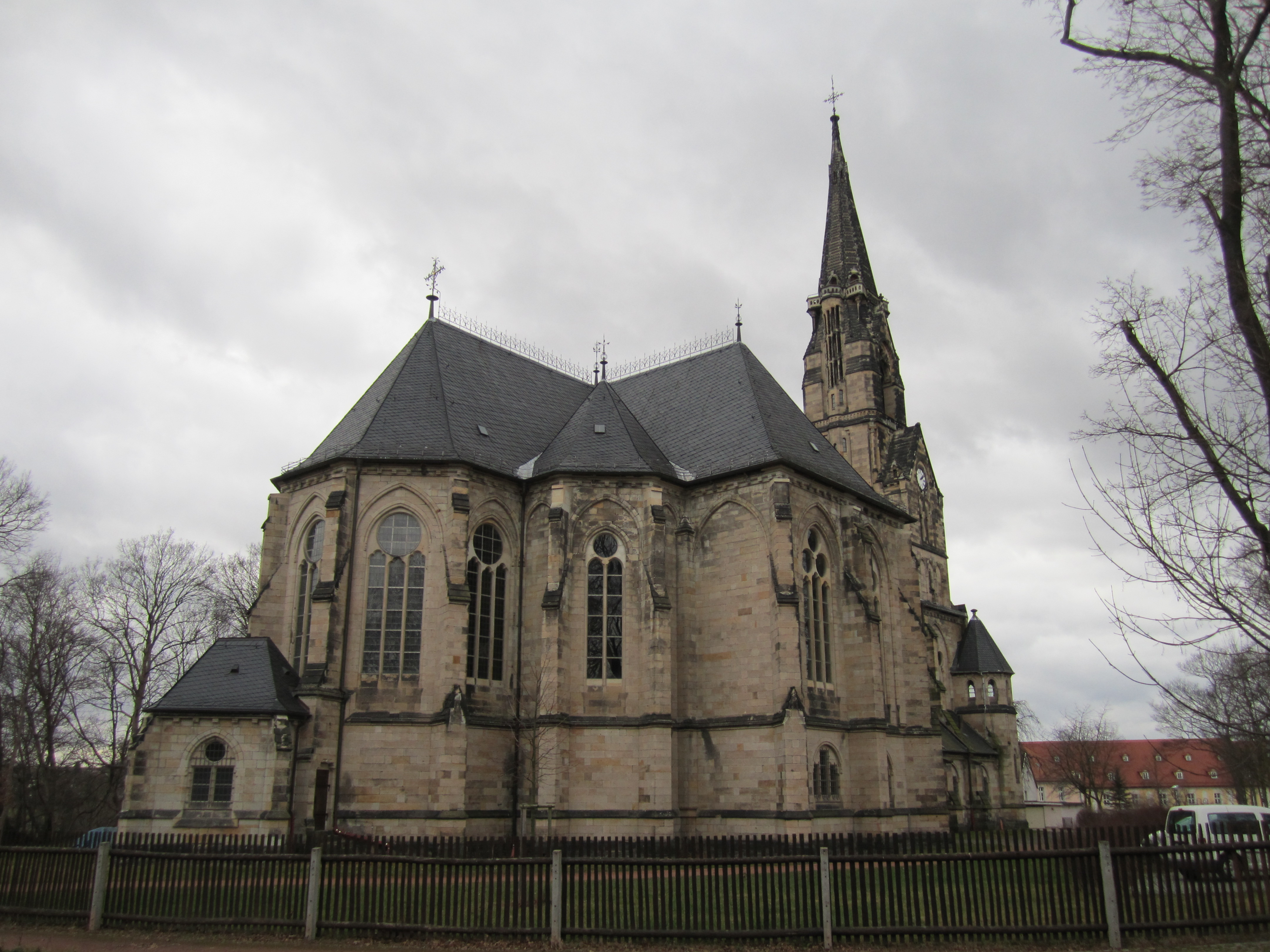
Lukaskirche Planitz

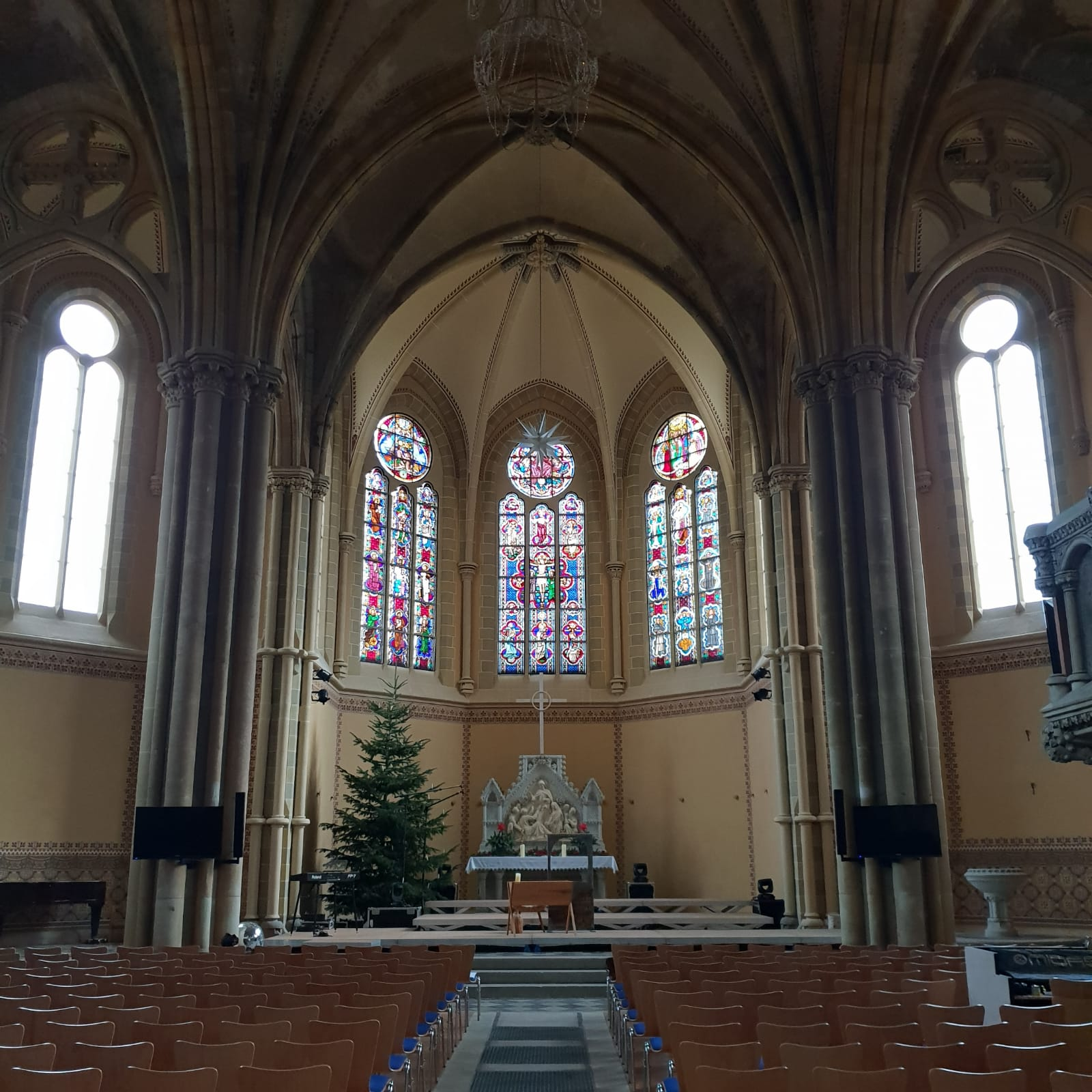
Innenansicht der Lukaskirche

Die Lukaskirche ist die evangelisch-lutherische Gemeindekirche von Planitz, einem Ortsteil der Kreisstadt Zwickau in Sachsen. Der nach langer Vernachlässigung wiederhergestellte Kirchenbau dient heute zu gottesdienstlichen und kulturellen Veranstaltungen.

## Geschichte
Nachdem die Kapelle von Schloss Planitz als evangelische Pfarrkirche für den durch den Steinkohlebergbau im mittleren 19. Jahrhundert stark angewachsenen Ort zu beengt geworden war, wurde 1869 der Dresdner Architekt Gotthilf Ludwig Möckel mit der Planung für einen Kirchenbau mit 1000 Sitzplätzen beauftragt. Die Bauarbeiten begannen im April 1872, die Bauausführung übernahm der örtliche Baumeister Hermann Rietscher. Die Einweihung fand am 16. Oktober 1876 statt. 1968 wurde die Kirche profaniert und blieb ungenutzt dem allmählichen Verfall preisgegeben. Ab 1992 wurde der durch Verfall und Vandalismus bereits stark beeinträchtigte Kirchenbau mit Mitteln der Deutschen Stiftung Denkmalschutz und des Freistaates Sachsen und dem Engagement eines örtlichen Fördervereins schrittweise wiederhergestellt.

## Architektur
Die exponiert oberhalb des Ortes und oberhalb des Schlosses gelegene Lukaskirche wurde als monumentale dreischiffige Basilika mit niedrigen Seitenschiffen, einem weiten Querhaus und vorgesetztem Westturm als Werksteinbau in (neu-)frühgotischer Formensprache entworfen. Dem Winkel von Chor und Querhaus sind Nebenapsiden eingestellt.
Der bis über Firsthöhe der Kirche aufgeschulterte schlanke Westturm besitzt unterhalb seines steinernen Helms eine Galerie für die dahinterliegende Türmerwohnung. Das Kircheninnere ist durchgängig kreuzrippengewölbt, die zentralraumartig ausgeweitete Vierung besitzt ein Sterngewölbe.
In seinen allgemeinen Grundzügen entspricht die Lukaskirche den Forderungen des Eisenacher Regulativs von 1861 für die Gestaltung eines protestantischen Kirchenbaus, der hier zugleich die Tradition des zentralisierten Predigtraums aufgreift.
Eine verkleinerte Kopie der Lukaskirche von Planitz entstand 1881 bis 1884 in der Christuskirche von Bodenbach in Böhmen.

## Ausstattung
Die Ausstattung der Erbauungszeit ist mit Altar, Kanzel, Taufstein und Orgel weitgehend erhalten. Der Altar zeigt das von Oskar Rassau entworfene, von Franz Schwarz in französischem Kalkstein ausgeführte Relief Jesus heilt den Gichtbrüchigen (Mk 2,1–12 ). Die Buntverglasung schuf der Dresdener Maler Karl Christian Andreae.

### Orgel

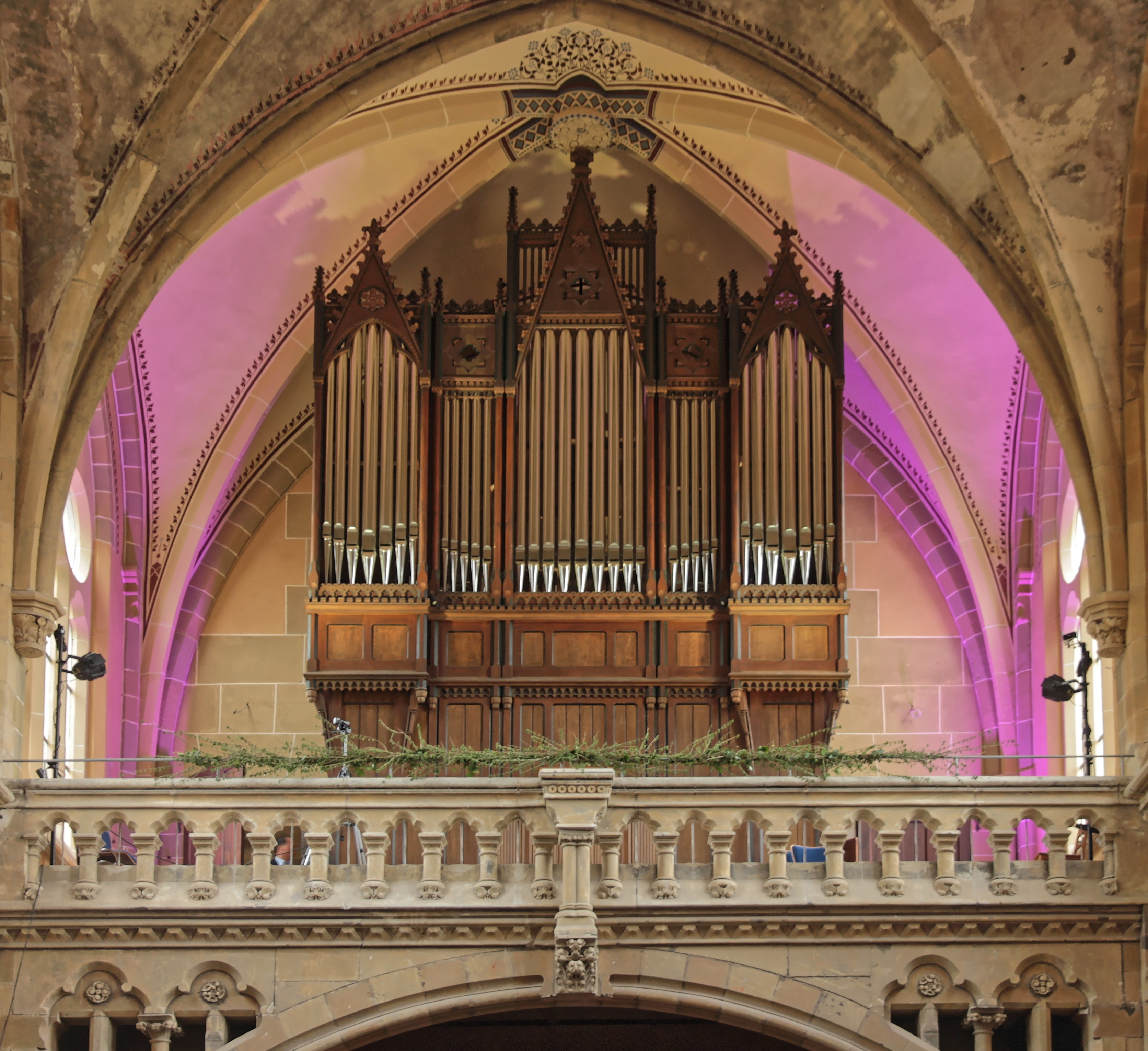
Walcker-Orgel von 1876

1876 errichtete Eberhard Friedrich Walcker eine Orgel mit fünfteiligem Prospekt und 31 Registern auf zwei Manualen und Pedal. 1963 erfolgte aufgrund des zeitbedingten Urteils des Zwickauer Domkantors und Orgelsachverständigen Günter Metz über das romantische Klangbild der Orgel eine umfangreiche Umdisponierung. Nach Schließung der Lukaskirche wurden nach und nach 17 Register verkauft. Die Orgel wurde dem Verfall und Vandalismus preisgegeben, so dass der Spieltisch, Gehäuseteile und weiteres Material verloren gingen. Etwa 20 Prozent des Pfeifenmaterials blieb erhalten. 2019 bis 2021 wurde die Orgel durch Hermann Eule Orgelbau Bautzen rekonstruiert. Das Instrument verfügt über Kegelladen mit mechanischer Spiel- und Registertraktur.
Disposition der Orgel nach 1963
| I Hauptwerk C–f3 |                |        |
| 01.              | Gedackt Pommer | 16′    |
| 02.              | Principal      | 08′    |
| 03.              | Bourdon        | 08′    |
| 04.              | Quintade       | 08′    |
| 05.              | Dolce          | 08′    |
| 06.              | Octave         | 04‘    |
| 07.              | Spitzflöte     | 04′    |
| 08.              | Nasard         | 02 ⁄3′ |
| 09.              | Octave         | 02′    |
| 10.              | Blockflöte     | 02′    |
| 11.              | Quinte         | 01 ⁄3′ |
| 12.              | Zink IV        |        |
| 13.              | Mixtur V       |        |
| 14.              | Trompete       | 08′    |

| II Nebenwerk C–f3 |                  |     |
| 15.               | Lieblich Gedackt | 08′ |
| 16.               | Principal        | 04′ |
| 17.               | Rohrflöte        | 04′ |
| 18.               | Octave           | 02′ |
| 19.               | Sifflet          | 02′ |
| 20.               | Sesquialter II   |     |
| 21.               | Scharf IV        |     |

| Pedal C–d1 |                |     |
| 22.        | Prinzipalbass  | 16′ |
| 23.        | Subbass        | 16′ |
| 24.        | Octavbass      | 08′ |
| 25.        | Choralbass     | 04′ |
| 26.        | Nachthorn      | 02′ |
| 27.        | Pedal-Mixtur V |     |
| 28.        | Posaunenbass   | 16′ |
| 29.        | Trompetenbass  | 08′ |

Disposition 1876 und seit 2021
| I Hauptwerk C–g3 |                |         |
| 01.              | Principal      | 16′     |
| 02.              | Principal      | 08′     |
| 03.              | Hohlflöte      | 08′     |
| 04.              | Viola di Gamba | 08′     |
| 05.              | Gemshorn       | 08′     |
| 06.              | Bourdon        | 08‘     |
| 07.              | Dolce          | 08′     |
| 08.              | Quintflöte     | 05 1⁄3′ |
| 09.              | Octave         | 04′     |
| 10.              | Spitzflöte     | 04′     |
| 11.              | Rohrflöte      | 04′     |
| 12.              | Octave         | 02′     |
| 13.              | Mixtur V       | 02 ⁄3′  |
| 14.              | Cornett V      | 08′     |
| 15.              | Trompete       | 08′     |

| II Nebenwerk C–g3 |                  |     |
| 16.               | Principal        | 08′ |
| 17.               | Salcional        | 08′ |
| 18.               | Lieblich Gedackt | 08′ |
| 19.               | Äoline           | 08′ |
| 20.               | Principal        | 04′ |
| 21.               | Traversflöte     | 04′ |
| 22.               | Octav            | 02′ |
| 23.               | Oboe             | 08′ |

| Pedal C–f1 |               |         |
| 24.        | Prinzipalbass | 16′     |
| 25.        | Violonbass    | 16′     |
| 26.        | Subbass       | 16′     |
| 27.        | Quintbass     | 10 2⁄3′ |
| 28.        | Octavbass     | 08′     |
| 29.        | Violoncello   | 08′     |
| 30.        | Posaunenbass  | 16′     |
| 31.        | Trompetenbass | 08′     |

### Glocken
1875 erhielt die Lukaskirche ein aus drei Glocken bestehendes Geläut der Glockengießerei G. A. Jauck in Leipzig. Es war gestimmt auf den Akkord des-f-as. 1876 erfolgte ein Neuguss von zwei Glocken. 1917 kam es im Ersten Weltkrieg zur Glockenbeschlagnahme. Das 1922 als Ersatz beschaffte, in C-Dur gestimmte Geläut der Glockengießerei Bruno Pietzel in Dresden wurde, mit Ausnahme der kleinsten Glocke, 1941 im Zweiten Weltkrieg beschlagnahmt. 1957 wurde ein aus drei Stahlglocken bestehendes Geläut, wieder im Akkord des-f-as, der Glockengießerei Schilling & Lattermann aus Apolda erworben.